# الدين في النرويج
الدين في النرويج  عام 2016 

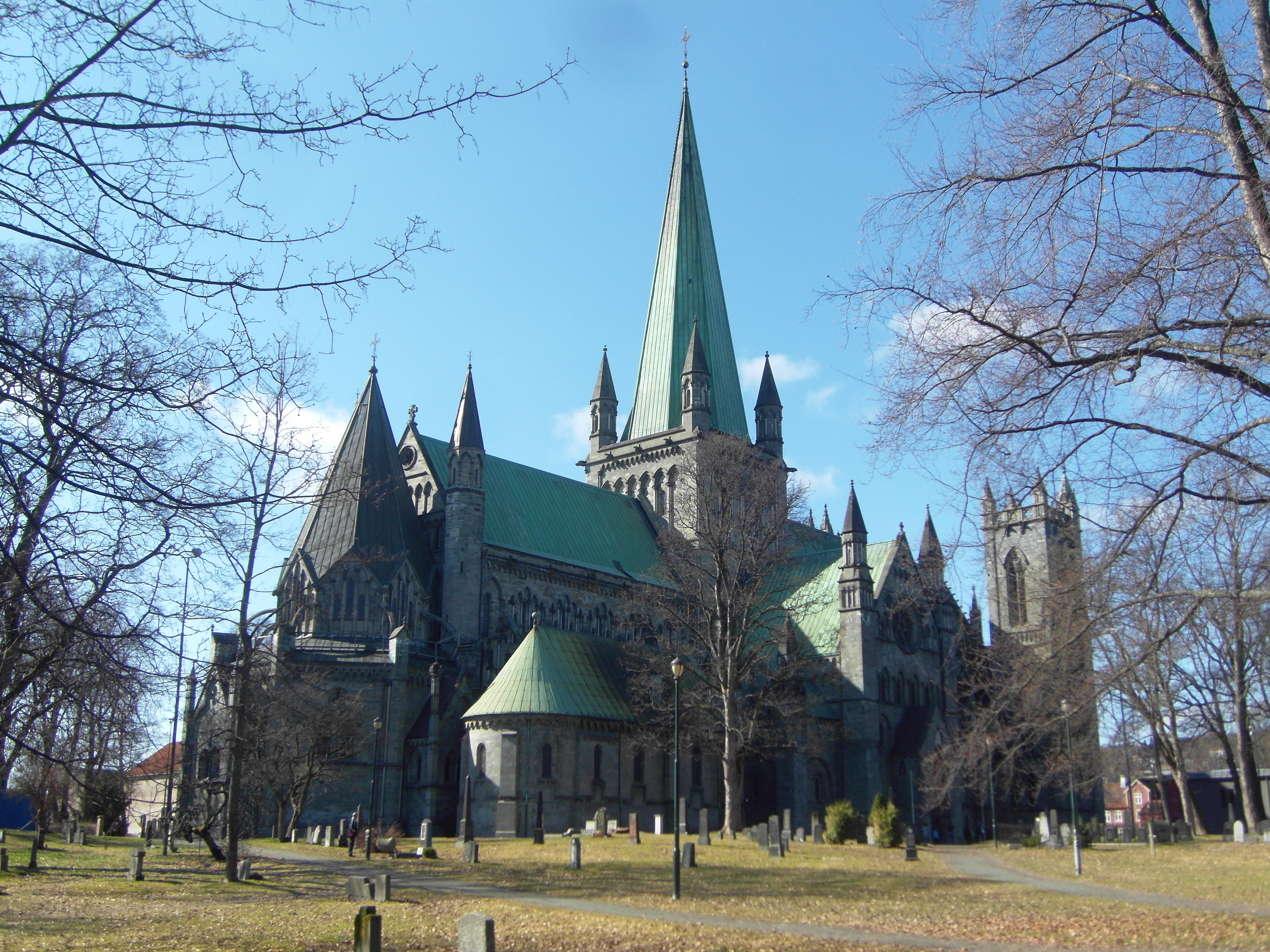
كاتدرائية نيداروس في تروندهايم.

المسيحية هي الديانة السائدة في مملكة النرويج وتبلغ نسبتها %77.93 من مجموع السكان، الكنيسة الأكبر في البلاد هي كنيسة النرويج وتعتبر كنيسة الوطنية وتبلغ نسبة أعضائها %71.47، وتبلغ نسبة الكاثوليكية %2.89، وطوائف مسيحية الأخرى %3.57، الديانة الثانية هي الإسلام وتبلغ نسبتها %90، وتشكل لادينية نسبة 16.75، و%2.41 ديانات أخرى.
وفي إستطلاع يوروباروميتر كشف %66 من الذين شارك في الاستطلاع انهم يؤمنون بالله أو بروح خارقة أو قوة الحياة، بينما %29 لا يؤمنون بشيء، و%5 لم يصرح، وتبلغ نسبة المتدينين %21 حسب مسح غلوب عام 2009.